# Шемпас
Шемпас (словен. Šempas, итал. Sambasso) је насељено место у општини Нова Горица, Горишка регија, Словенија.

## Историја
До територијалне реорганизације у Словенији био је у саставу старе општине Нова Горица.

## Становништво
У попису становништва из 2011. године, Шемпас је имао 1.146 становника.
| Број становника према пописима | Број становника према пописима | Број становника према пописима |
| ------------------------------ | ------------------------------ | ------------------------------ |
| 1991                           | 2002                           | 2011                           |
| 995                            | 1.066                          | 1.146                          |

Напомена: У 2016. извршена је мања размена територија између насеља Витовље и Шемпас.